# Заозерский, Егор Ильич
Егор Ильич Заозерский (1839—1904) — пермский купец 2-й гильдии, меценат, гласный городской думы Перми.

## Биография

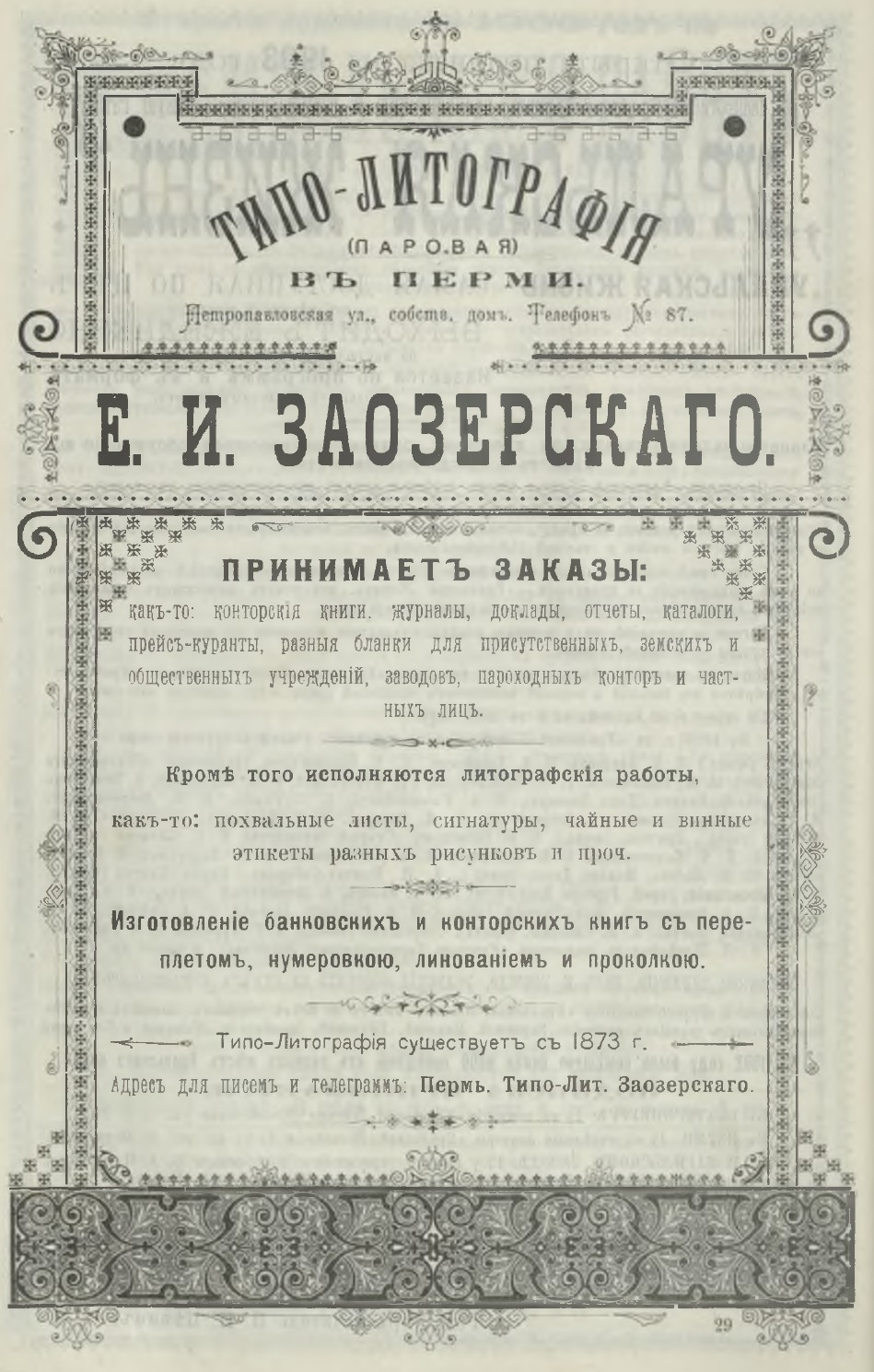

Происходил из мещан. В течение 21 года состоял на службе в типографии губернского правления в качестве наборщика, а затем в должности распорядителя. За эту службу был пожалован серебряной медалью на Станиславской ленте. В 1874 году взял в аренду, а затем выкупил, типолитографию мещанки Чиртулловой, открыл писчебумажный магазин, где торговал различными сортами бумаги, тетрадями, визитками и канцелярскими принадлежностями. Состоял членом пермского дамского попечительства о бедных за это он был пожалован золотой медалью на Станиславской ленте. Принимал участие в работе органов местного самоуправления: был гласным городской думы и членом городской управы. Был председателем сиротского суда; активно содействовал работе религиозных обществ: был членом Палестинского общества и пожизненным почетным членом совета братства святого Стефана, старостой кладбищенской Успенской церкви. За обширную благотворительную деятельность и успешную работу на посту товарища директора Марьинского банка был получил звание личного почетного гражданина. Похоронен в Перми на Егошихинском кладбище.

## Семья
Сын- Александр, в 1908 году зарегистрировал товарищество «А. Заозерский и И. Абрамович» с капиталом 40 тыс. рублей, в которое вошла типография, унаследованная от отца.

## Адреса в Перми
Дом Заозерского сохранился до наших дней, расположен на улице Петропавловской, 16.